# 三菱原子燃料
三菱原子燃料株式会社（みつびしげんしねんりょう、英: Mitsubishi Nuclear Fuel Co., Ltd.）は、三菱グループに属し、原子燃料の製造を行う企業である。日本で唯一再転換設備を持ち、主に加圧水型原子炉用燃料の一貫製造を行う。かつては三菱広報委員会に加盟していた。

## 主な事業
- 工場 - 〒319-1197 茨城県那珂郡東海村大字舟石川622-1
  - 加圧水型原子炉（PWR）燃料の開発・設計、製造、再転換、販売
  - 沸騰水型原子炉（BWR）燃料・MOX燃料・高温ガス炉燃料の販売

## 沿革
- 1971年12月 - 三菱金属（現・三菱マテリアル）と三菱原子力工業（現・三菱重工業）の原子燃料部門を統合。日本初の加圧水型原子炉用燃料メーカーとして三菱原子燃料株式会社を設立[4]。
- 1998年1月 - 本社を茨城県東海村に移転。
- 2009年4月 - アレヴァNP（現・フラマトム）、三菱商事の出資を受け[5]、原子燃料の設計・開発から製造・販売まで一貫して行う体制をとる[6]。東京本社を設け、2本社制に移行。
- 2016年3月 - 三菱重工業が三菱マテリアル・三菱商事の保有する全株式と、アレヴァNPの保有する株式30 %のうち25 %を取得。三菱重工業の出資比率が95 %に高まり、同社の子会社となる[7]。
- 2023年3月 - 当社の設計・開発、販売などの機能を三菱重工業本体が吸収合併し、残る燃料加工機能を新設するMHI原子燃料に吸収分割で承継させる予定[8][9]。
  - 合併に先立ち、三菱重工はフラマトムが5 %を持つ当社株式を全て買い取り、また三菱原子燃料は解散する予定としている[8][9]。なお三菱原子燃料が東海村で続けてきた地域対応は、新会社となるMHI原子燃料が引き続き担う予定であると報じられた[9]。